# Puchevillers
Puchevillers település Franciaországban, Somme megyében. Lakosainak száma 561 fő (2022. január 1.). Puchevillers Beauquesne, Hérissart, Raincheval, Talmas és Toutencourt községekkel határos.

## Népesség
A település népességének változása:
| Lakosok száma | 537  | 547  | 556  | 555  | 555  | 556  | 556  | 555  | 561  |
|               | 2013 | 2015 | 2016 | 2017 | 2018 | 2019 | 2020 | 2021 | 2022 |